# Croix de Belmont-sur-Vair
La croix de Belmont-sur-Vair est une croix monumentale située à Belmont-sur-Vair, en France.

## Localisation
La croix est située dans le village de Belmont-sur-Vair, en face de la mairie,, sur la rue de la Voie, devant le no 211,.

## Histoire
La croix date de la première moitié du XVIe siècle.

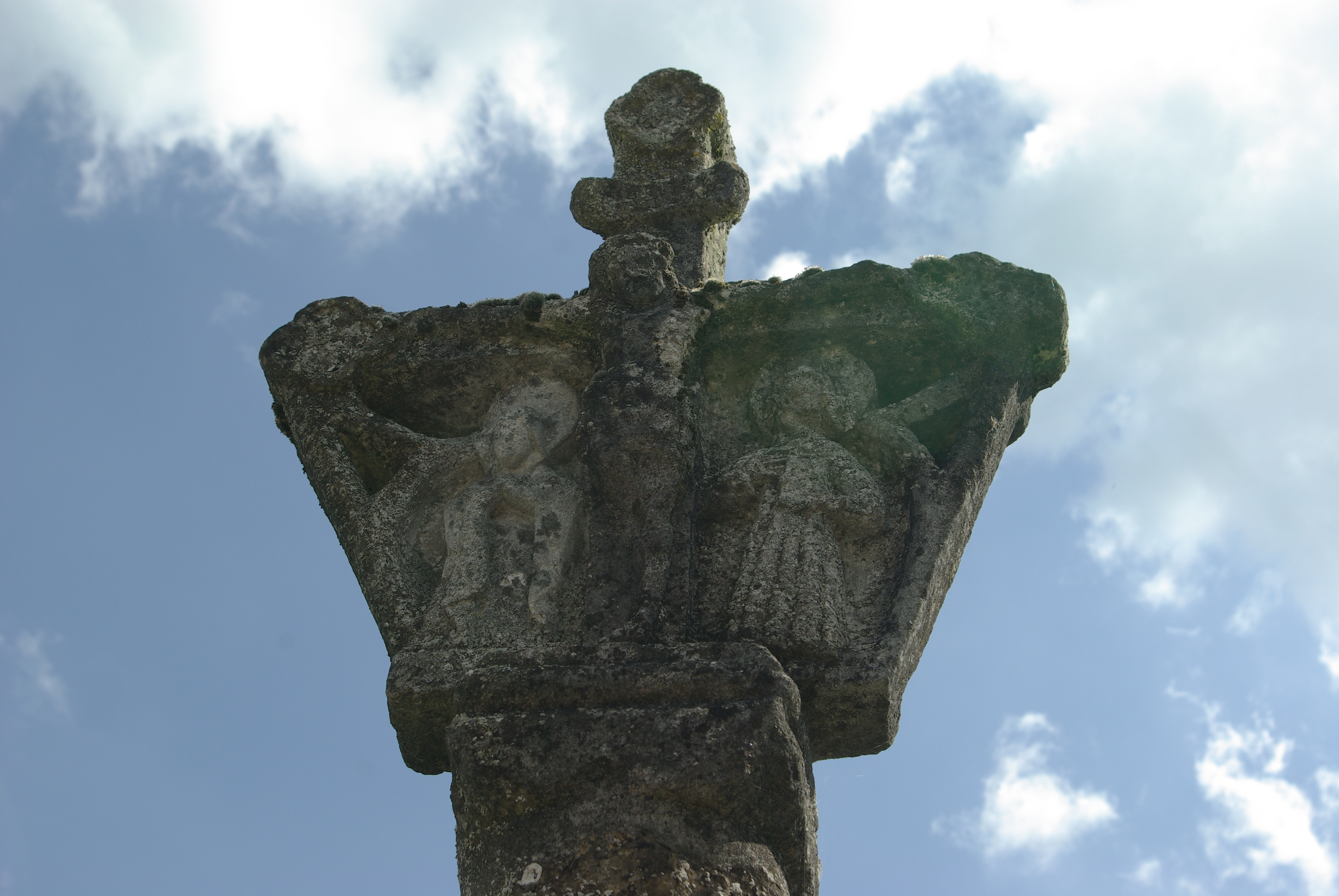
Détail

Elle a été classée monument historique par arrêté du arrêté du 27 septembre 1932.